# Rašince
Rashincë en albanais et Rašince en serbe latin (en serbe cyrillique : Рашинце) est une localité du Kosovo située dans la commune/municipalité de Shtime/Štimlje, district de Ferizaj/Uroševac (Kosovo) ou district de Kosovo (Serbie). Selon le recensement kosovar de 2011, elle compte 992 habitants, tous albanais.
En 2011, le village de Gllavicë, autrefois rattaché à Rashincë/Rašince, a été recensé comme une localité à part entière ; il comptait 544 habitants, dont 542 Albanais et 2 Bosniaques,.

## Démographie

### Évolution historique de la population dans la localité
| 1948 | 1953 | 1961 | 1971 | 1981 | 1991  | 2011 |
| ---- | ---- | ---- | ---- | ---- | ----- | ---- |
| 450  | 504  | 583  | 741  | 979  | 1 124 | 992  |

|  |